# Фиорони, Джозетта
Джозетта Фиорони (итал. Giosetta Fioroni; 24 декабря 1932, Рим, Италия) — итальянская художница, представительница поп-арта.

## Биография
Джозетта Фиорони родилась 24 декабря 1932 года в семье художников. Отец художницы был скульптором, а мать кукловодом. С самого детства Джозетта была окружена искусством, театром, кинематографом, книгами и конечно же живописью.
Начало 60-х маркировано триумфальным участием Фиорони в 1964 году в 32 Венецианской Биеннале или «Биеннале Поп», где заявило о себе направление, позже названное Римским Поп Артом, протагонистом которого она немедленно стала вместе с Франко Анджели, Тано Феста, Титина Мазелли, Марио Шифано. «Прогремевшие» на биеннале работы, которые стали частью экспозиции в ММОМА, с помощью приёмов комиксного повествования, использования заимствованных фотографий, уплощённых и упрощённых фигур — приёмов, которые потом встретятся у Энди Уорхола и Роя Лихтенштейна, описывают современное динамичное общество со свойственным ему клиповым сознанием. Отличительный для этих лет серебряный «не-цвет», как описывает его сама художница, — ещё одно повторение: тавтологично художница пишет серебром изображения, изначально проявленные серебряно-желатиновым процессом. Ключом к понимаю визуального языка «поп» Фиорони, по мнению кураторов Марко Менегуццо и Пьеро Машитти, являются абстрактные полотна конца 50-х, свидетельствующие о влиянии Твомбли и Роберт Мотеруэлла и являющие, помимо «плоскостности», впоследствии «фирменные» для Фиорони лаконичность и спонтанность метода. На волне нарастания социального напряжения Фиорони обращается к политическим темам и проблематике становления личности, вводя в работы снимки времени своего детства, пришедшегося на режим Муссолини. Одновременно Фиорони расширяет формальный инструментарий, экспериментируя с театром, кино и инсталляцией.
1969 году Фиорони, любившая русскую литературу посетила Москву.

## Творчество
История творчества Джозетта Фиорони рассказывает истории миров (социальных и сказочных), народов и цивилизаций. На протяжении всей её карьеры можно наблюдать детскую эмоциональную тональность, именно она отделяет её от американского поп-арта. То, что для Уорхола настоящие, для Фиорони лишь постановка, спектакль с которым заключается дружеское отношение.